# サン・セバスティアーノ門
サン・セバスティアーノ門（イタリア語: Porta San Sebastiano）は、イタリア ローマの古代ローマ時代の城壁であるアウレリアヌス城壁に設けられた城門である。アウレリアヌス城壁にある門の中で最大の規模を誇り、現在でも最も良い状態で保存されている門である。
アッピア街道を通過させるために造られた門であったため、古代ローマ時代にはアッピア門（ラテン語: Porta Appia）と呼ばれていた。中世になり、近くを流れるアキア川（acqua Accia）にちなんで、アキア門（Accia）と呼ばれるようになる。1434年に書かれた文献によれば、近くにある教会にちなんでドミネ・クォ・ヴァディス門と呼ばれていたようである。15世紀に、近隣のサン・セバスティアーノ教会（San Sebastiano fuori le mura）にちなんでサン・セバスティアーノ門と呼ばれるに至った。
門の建物内部は城壁博物館として一般公開されている。